# Margaret Knighton
Margaret Valerie Knighton (Sheffield, Reino Unido, 14 de febrero de 1955) es una jinete neozelandesa que compitió en la modalidad de concurso completo.
Participó en los Juegos Olímpicos de Seúl 1988, obteniendo una medalla de bronce en la prueba por equipos (junto con Mark Todd, Andrew Bennie y Judith Pottinger).

## Palmarés internacional
| Juegos Olímpicos | Juegos Olímpicos     | Juegos Olímpicos  | Juegos Olímpicos |
| Año              | Lugar                | Medalla           | Categoría        |
| ---------------- | -------------------- | ----------------- | ---------------- |
| 1988             | Seúl (Corea del Sur) | Medalla de bronce | Por equipos      |